# Jan Suchocki
Jan Suchocki (ur. 1 listopada 1908 w Toruniu, zm. 8 grudnia 1981 w Toruniu) – polski piłkarz i hokeista, napastnik. Absolwent gimnazjum, księgowy.
Wychowanek Toruńskiego Klubu Sportowego. Zawodnik wielu toruńskich klubów i warszawskiej Polonii (patrz infoboks). Czterokrotny reprezentant Pomorza. Hokeista TKS Toruń i AZS Poznań. Zdobył brązowy medal mistrzostw Polski z 1931, 1933 oraz złoty medal MP z 1934.
Po wojnie pracował jako księgowy w Lasach Państwowych.